# Mathieu Gnanligo
Mathieu Gnanligo Fousseni (né le 13 décembre 1986 à Porto-Novo) est un athlète béninois, spécialiste du 400 mètres.

## Biographie
Mathieu Gnanligo se fait connaître en 2005 en remportant le 400 mètres des Jeux de la Francophonie.
En 2007, il obtient la médaille de bronze aux Jeux africains en établissant un record du Bénin à 45 s 89. Il est sélectionné pour les championnats du monde, où il en reste au stade des séries.
Il fait progresser son record d'un centième, 45 s 88, en 2008 à l'occasion des championnats d'Afrique et représente son pays aux Jeux olympiques.
Lors des Jeux de la Francophonie 2009, il termine deuxième, battu par le Mauricien Eric Milazar.
Mathieu Gnanligo bat de nouveau le record du Bénin en prenant la quatrième place des championnats d'Afrique 2012 dans une course remportée par Isaac Makwala devant Oscar Pistorius.
Il participe aux séries du 400 mètres aux Jeux olympiques de 2012, mais ne termine pas la course. Il est éliminé en séries.

### Palmarès
| Date | Compétition             | Lieu        | Résultat | Performance |
| ---- | ----------------------- | ----------- | -------- | ----------- |
| 2005 | Jeux de la Francophonie | Niamey      | 1er      | 46 s 43     |
| 2007 | Jeux africains          | Alger       | 3e       | 45 s 89     |
| 2008 | Championnats d'Afrique  | Addis-Abeba | 7e       | 46 s 19     |
| 2009 | Jeux de la Francophonie | Beyrouth    | 2e       | 46 s 03     |
| 2012 | Championnats d'Afrique  | Porto-Novo  | 4e       | 45 s 82     |

### Records
| Épreuve    | Performance | Lieu       | Date         |
| ---------- | ----------- | ---------- | ------------ |
| 400 mètres | 45 s 82     | Porto-Novo | 29 juin 2012 |